# Emilio Storace
Paolo Luigi Mario Emilio Storace (Genova, 14 novembre 1887 – ...) è stato un dirigente sportivo e calciatore italiano, di ruolo difensore o centrocampista.

## Biografia
Nato a Genova nel 1887, divenne socio del Genoa, dove rivestì molteplici ruoli, da giocatore a segretario.
Per la sua carnagione scura venne soprannominato El negher.
Chiamato alle armi, morì sul fronte durante la prima guerra mondiale.

### Carriera
Cresciuto calcisticamente nel Genoa, nel 1904 vinse con i rossoblu la Seconda Categoria, una sorta di campionato giovanile ante-litteram, battendo nella finale del 17 aprile 4 a 0 la Juventus II.
La stagione seguente, il 26 febbraio 1905, gioca nella rotonda vittoria per 4 a 0 contro l'Andrea Doria che permise la vittoria nelle eliminatorie liguri.
Esordì in Prima Categoria con la prima squadra nel pareggio esterno contro la Juventus per 1 a 1 del 12 marzo 1905.
Dal novembre 1906 al termine della sua carriera, Storace divenne elemento insostituibile delle commissioni tecniche che all'epoca decidevano, insieme al capitano della squadra facente funzione di allenatore, le formazioni del Genoa. 
Fu impiegato nell'amichevole inaugurale del nuovo campo sportivo di San Gottardo dell'8 dicembre 1907 contro l'equipaggio della nave britannica Canopic.
Storace scese anche sette volte in campo nella competizione nota come Palla Dapples.
Con i rossoblu raggiunse anche alte cariche dirigenziali, venendo eletto segretario nel 1909.

## Palmarès

### Calciatore

#### Club

##### Competizioni nazionali
- Seconda Categoria: 1

Genoa II: 1904